# Saint Seiya Tenkai-hen ~Overture~
Saint Seiya Tenkai-hen Josō ~Overture~ (聖闘士星矢 天界編 序奏 ~overture~??), conocida también como Los Caballeros Del Zodiaco: Prólogo Al Capítulo Del Cielo - Obertura - en España y como Los Caballeros del Zodiaco: Obertura del Cielo en Hispanoamérica, es una película de animación japonesa de 2004. Es la quinta basada en la serie de manga y anime Saint Seiya, también conocida como Los Caballeros del Zodiaco.
La trama de la película transcurre después de la batalla contra Hades,  en la que Seiya quedó malherido y en sillas de rueda quien se encuentra bajo el cuidado de Saori Kido. Sin embargo, unos ángeles guerreros al servicio de la diosa Artemisa —hermana mayor de Athena—, quien le exige la muerte del santo y la de sus compañeros por haber desafiado a los dioses. Athena renuncia al gobierno de la tierra en favor su hermana con la condición de que Seiya y los demás sean perdonados. 
En un principio, la película fue producida para continuar la historia del manga como secuela de la saga de Hades. Pero debido a que no obtuvo el éxito de taquilla que se esperaba, ni la aprobación de Masami Kurumada —creador de Saint Seiya—, terminó en el mismo estatus que las demás películas, sin conexión directa con la cronología oficial de la obra. Además, se realizaron cambios radicales en el elenco de voces y de producción, se reemplazaron a los Seiyūs y parte del equipo técnico para terminar la saga de Hades que aún no estaba completada.
La película fue puesta a la venta en DVD y Blu-ray Disc por Toei en Japón. En el resto del mundo, ha sido comercializada por diferentes distribuidoras. Tanto en Hispanoamérica y España los derechos de venta y distribución de la película fueron respectivamente otorgados, con su propio doblaje al español, a Towers Entertainment y Selecta Visión.

## Argumento
Tenkai-hen Overture relata la historia de Seiya quien, después de sobrevivir a su muerte tras la Guerra Santa contra el Dios Hades en los Campos Elíseos, quedó en estado de coma, postrado en una silla de ruedas por haber sido atravesado por la Espada del Dios del Inframundo al cuidado de Saori Kido. Tres ángeles enviados aparecen con el objetivo de matarlo, pero el poder de Saori como la Diosa Atena los detiene. Esta interroga a los ángeles sobre sus acciones hasta que es interrumpida por la llegada de su hermana mayor Artemisa, La Diosa de la Luna y la Caza, quien reprocha a su hermana menor por proteger a un humano a quien considera un rebelde a los dioses y por lo tanto debe ser eliminado. Atena suplica por la vida de Seiya ―y la de los otros Caballeros de Bronce― a cambio de entregarle el gobierno de la Tierra, representado en su báculo. Su hermana mayor acepta, no sin antes advertirle que, si Seiya y los otros vuelven a pelear, no lo tolerará. Atena acepta y las dos diosas parten al Santuario.
Los Caballeros Dorados —quienes se sacrificaron en el Muro de los Lamentos durante la batalla contra Hades— son condenados al castigo eterno por desafiar a los dioses, sus almas son selladas en un pilar en el Santuario, aunque Shion y Dohko defienden sus actos ante los dioses desconocidos, estos los desestiman. Mientras tanto, Seiya despierta de su coma y es encontrado por su maestra Marin, quien le explica que los dioses se disponen a castigar a la humanidad, inquietos por el poder divino alcanzado por los Caballeros de Bronce que fueron capaces de derrotar a Hades; Seiya descubre con horror que no puede encender su cosmos aunque haya despertado, pero decide ir solo al Santuario de todos modos debido a su gran preocupación por Saori.
Cuando Seiya llega al Santuario —radicalmente cambiado por Artemisa— es interceptado por Jabu, Ichi y, Shina quienes le informan que han jurado lealtad a la diosa de la luna y, se les ha ordenado no dejar pasar a ningún Caballero de Atena por lo que le exigen que se largue. Seiya no les hace caso por lo que Shina lo ataca y lo arroja por un acantilado, demostrándole de paso que ya no posee ni siquiera el poder de enfrentar a un Caballero de Bronce. Seiya cae en una profunda depresión, aunque sigue en su búsqueda de Saorí. Mientras tanto, Shiryu, Hyoga, Shun e Ikki aparecen en el Santuario con el propósito de encontrar y salvar la vida de Atena quien, ofreciendo su propia sangre, busca proteger a la humanidad.
Shun e Ikki son atacados por el Ángel Teseo a quien son incapaces de enfrentar en un principio; pero con las palabras de aliento de los Caballeros Dorados ―cuyas almas fueron selladas en un pilar en donde pelean— los dos hermanos logran matar al Ángel. Por otro lado, el Ángel Odiseo vence con mucha facilidad a Hyoga y Shiryu, pero Seiya aparece y les brinda aliento para continuar la lucha; sus amigos le insisten en que se apresure a encontrar a Saori, mientras que ellos se quedan a pelear contra Odiseo a quien finalmente destruyen.
Seiya es interceptado por Ícaro (el único de los tres ángeles de origen humano) quien domina a Seiya con facilidad, pero Marín lo detiene antes de que mate al Caballero de Pegaso y revela ser la hermana mayor del Ángel. Para probarlo, le muestra que tiene el mismo tipo de colgante que los dos poseen desde su niñez. Ícaro decide abandonarlos a su suerte. Aunque se muestra indiferente al descubrir la identidad de su hermana, el Ángel reflexiona sobre su niñez y la relación que tenía con esta. Sin embargo, Artemisa aparece ante él, exhortándole a que deje su pasado atrás, le ordena eliminar al Caballero de Pegaso si desea alcanzar el poder que tanto anhela.

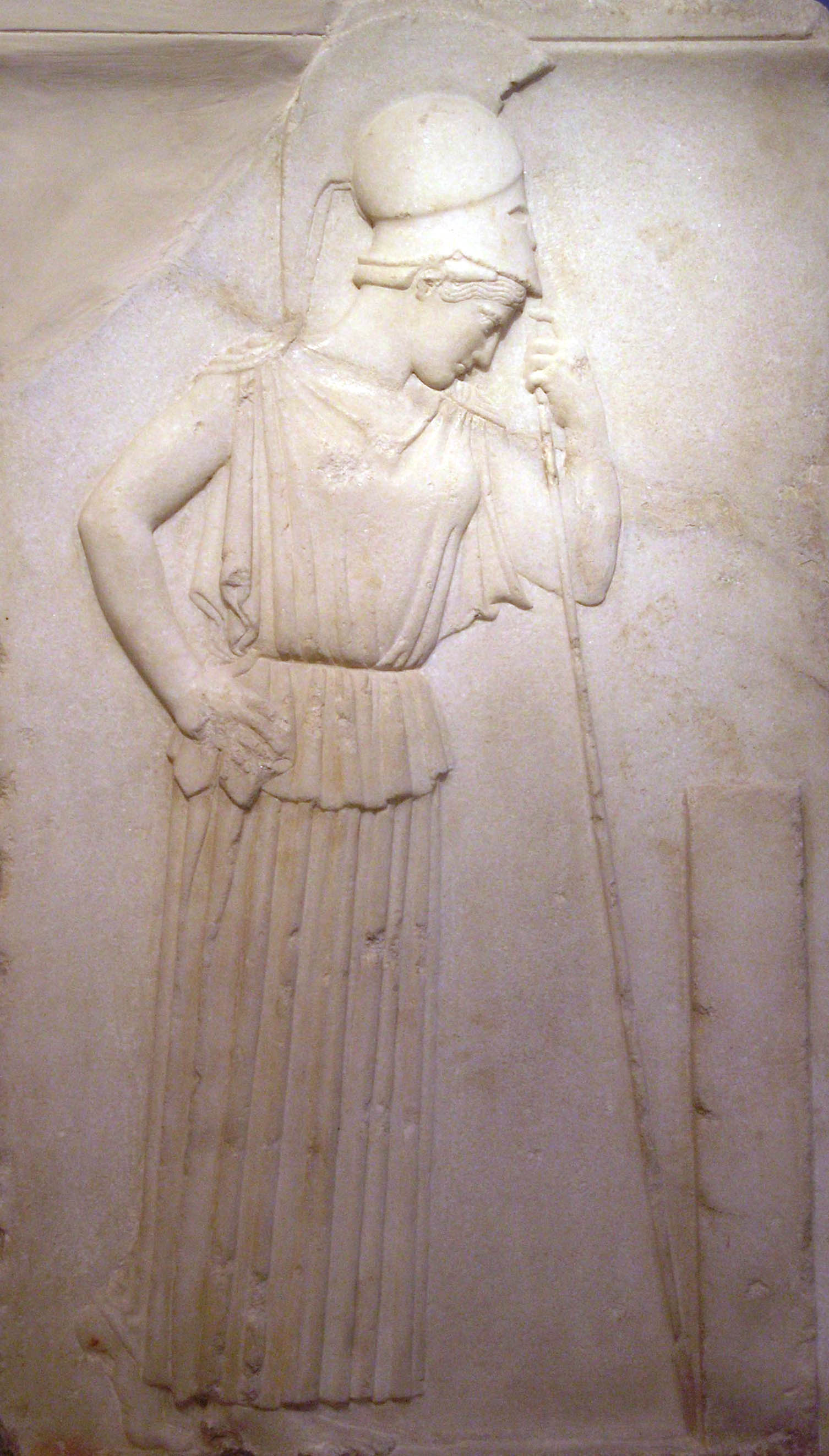
Figura de Atenea (Athena en Saint Seiya) quien era conocida como la Diosa de la Sabiduría y de la Guerra en la mitología griega. En la película, es la Diosa de la Tierra y hace todo lo posible para salvarla a ella y a sus Santos.

Tras muchas penurias contra Ícaro, Seiya llega al lugar donde se encuentra Saori quienes intercambian palabras respecto a sus sentimientos, pero Athena le pide a su hermana mayor el Báculo de la Tierra para matar al Caballero de Pegaso a quien le dice que su vida le pertenece y, puede quitársela si lo desea, a lo que Seiya acepta sin objeción. La diosa de la tierra atraviesa a Seiya en el pecho con su báculo. Sin embargo, en lugar de morir, Athena le quitó la maldición de la espada de Hades que le atormentaba y le impedía despertar su cosmos, por lo que ahora puede enfrentarse a Ícaro en igualdad de condiciones.
Una frustrada Artemisa decide matar a su hermana menor con un arco y flecha por su engaño, Atena le declara que no tiene miedo a la muerte porque está consciente de la devoción de sus santos. Durante el combate con Seiya, Ícaro comprende la razón del poder de su rival y los otros por lo que intercepta la flecha con su cuerpo y, le suplica a —por su amor a Artemisa— qué no derrame la sangre de su propia hermana. En ese instante antes de morir, reconociendo ser el hermano menor de Marín —cuyo verdadero nombre es Touma—, se arrepiente de haber tratado de olvidarla en su búsqueda por obtener mayor poder.
Inmediatamente aparece Apolo, El Dios del Sol y las Artes e hermano mayor de Atena y Artemisa; este recrimina la actitud de Seiya y sus compañeros mientras afirma que la obligación y privilegio de los humanos es servir a los dioses sin cuestionarlos. Cuando intenta ejecutar a Atena, Seiya lo enfrenta y le declara que no necesita creer en un dios que no ame y proteja a la gente. Se muestra dispuesto a luchar a muerte con Apolo a quien le asegura que por lo menos lo golpeará una vez antes de morir. Apolo al oírlo desprecia la posibilidad que semejante milagro pueda ocurrir; pero Atena aparece y, respaldando a Seiya, le advierte a su hermano mayor sobre el peligro en que se encuentra. Tras elevar su cosmos más alto que nunca, el Caballero de Pegaso se lanza en contra de Apolo.

### Epílogo
Seiya se encuentra con Saori en la misma casa de campo en la que ella lo cuidaba cuando se encontraba en estado de coma. Si bien los dos apenas se conocen —debido a que, como castigo, Apolo borro los recuerdos de Seiya y Saori—, Seiya parece tener recuerdos vagos sobre el lugar. Pero cuando está preparado para irse, Saori lo despide y le desea buena suerte en encontrar a la persona a quien busca.
Tras los créditos se muestra una nueva secuencia de lo que sucedió a continuación de la última escena del combate con Apolo, en donde Seiya lleva una nueva Armadura de Bronce de Pegaso, a quien le provoca una cortadura en su mejilla ante la sorpresa del dios del sol quien observa como Seiya se aleja de él con la Armadura de Pegaso que desaparece en el acto.

## Personajes

### Personajes de la serie
- Seiya de Pegaso: Protagonista principal de la película, quien sobrevivió a su muerte después de la Guerra Santa contra Hades, aunque quedó en estado de coma al cuidado de Saori Kido en una casa de campo hasta que es atacado por los ángeles de Artemisa. Athena interviene y le salva la vida a condición de entregar su báculo y el Santuario a su hermana mayor. Seiya despierta de su coma y decide ir solo en busca de Saori debido su preocupación, pero se da cuenta de que hay una maldición dentro de él que no lo deja avanzar hacia ella que le impide encender su cosmo. Toru Furuya (seiyū de Seiya) comentó que este fue el Seiya más maduro que ha interpretado en su vida, así como el más fuerte.[5]

- Saori Kido/Athena: Cuida de Seiya al principio de la película hasta la aparición de hermana mayor Artemisa y los ángeles, quienes vienen a matar a Seiya y a los demás Caballeros de Bronce por su desafío a los dioses. Para salvarlos, Saori decide sacrificar su condición de diosa de la tierra y le entrega su báculo a su hermana mayor, también elige derramar su sangre con tal de proteger a los que ella ama. Más adelante, le quita a Seiya la maldición puesta por la espada de Hades y le ayuda combatir en contra de su hermano mayor Apolo.

- Shiryū de Dragón: Aparece junto con Hyōga derrotado a manos del Ángel Odiseo hasta que Seiya llega quien les recuerda que ellos son Caballeros de Athena, por lo que nunca deben rendirse. Shiryū combina sus poderes con Hyōga y logran destruir al Ángel.

- Hyōga de Cisne: Aparece vencido a manos de Odiseo hasta que Seiya se les une en el combate, además de inspirarles a continuar la lucha. Mientras insta a Seiya a continuar su búsqueda de Saori, se queda junto a Shiryū para enfrentar a Odiseo a quien derrotan.

- Shun de Andrómeda: Aparece en las colinas del Santuario, pero se encuentra con el Ángel Teseo quien lo ataca de forma despiadada hasta ser rescatado por su hermano mayor Ikki, pero ni juntos son capaces de vencer al Ángel. Sin embargo, las voces de los Caballeros Dorados les infunden valor, por lo que logran derrotar a Teseo.

- Ikki de Fénix: Logra salvar la vida de su hermano menor Shun y entre los dos, derrotan a Teseo en el combate. Más adelante, trata de llegar hasta Athena y siente la supuesta muerte de Seiya cuando es atravesado por la diosa.

- Marin de Águila: Aparece ante Seiya a quien le informa que tiene que ir al Santuario lo más pronto posible. Más adelante rescata a Seiya de las manos de Ícaro a quien le lanza una campanilla que le pertenece y le revela que él es su hermano perdido, Touma. Después, salva la vida de Ícaro quien finalmente reconoce ser el hermano perdido de Marín.

- Shaina de Ofiuco: Aparece en la entrada del Santuario junto con Jabu de Unicornio e Ichi de Hydra, increpa a Seiya y le explica que el Santuario ha pasado a manos de Artemisa a quien han jurado lealtad y le ordena al santo que se largue. Cuando Seiya trata de enfrentarla, lo arroja a un precipicio. Más adelante, reflexiona sobre la decisión tomada por Athena.

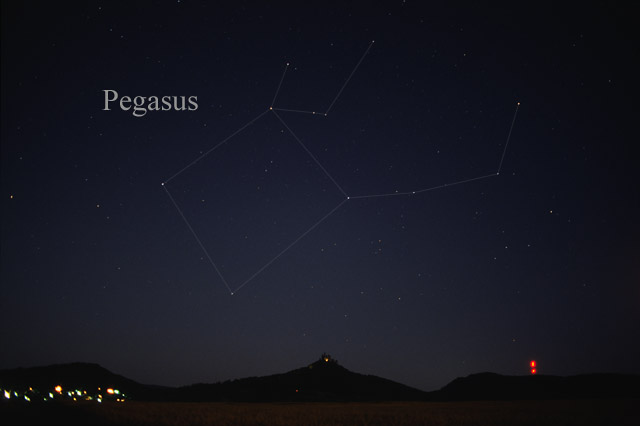
Tanto en el manga como en la película, las constelaciones representa las Armaduras Finales de los Caballeros de Bronce. La imagen muestra la constelación de Pegaso, que representa a Seiya.
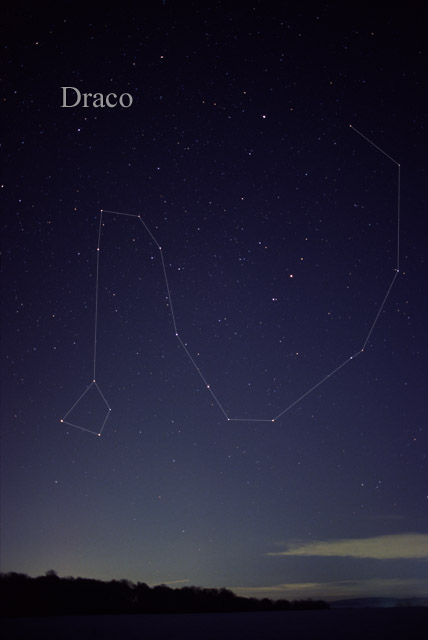
Constelación del Dragón, que representa a Shiryū.
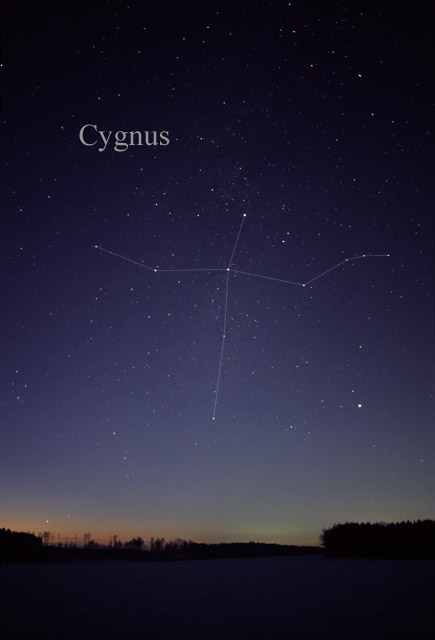
Constelación del Cisne, representa a Hyōga.
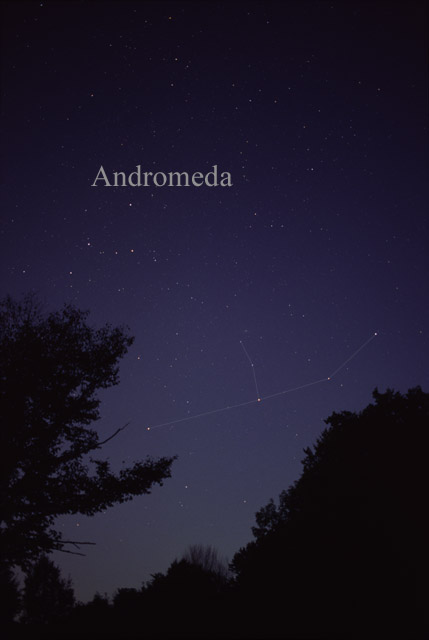
Constelación de Andrómeda, la cual representa a Shun.
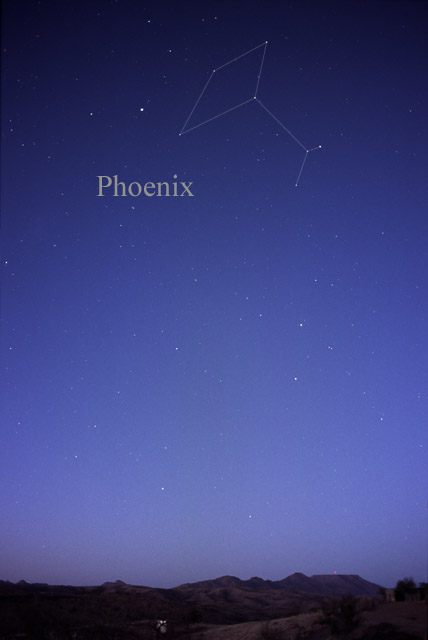
Constelación del Fénix, que representa a Ikki.

### Personajes exclusivos de la película
- Artemisa (アルテミス?): Es la hermana mayor de Athena quien la presenta como la diosa de la luna que gobierna la oscuridad. Artemisa envía a sus ángeles a atacar a los Caballeros de Bronce rebeldes. Fría y calculadora, su único deseo es que Athena regrese al Olimpo con ella, pero cuando entiende que Saori no aceptará volver con ella, se muestra más que dispuesta a matarla. A pesar de su aparente dureza, posee un gran cariño por Touma de Ícaro, uno de sus Ángeles a quien reconoce como el único ser humano que ella ha elegido para ser un Ángel. De acuerdo a panfletos oficiales de la película, ella estaría en la misma jerarquía de los Dioses Olímpicos.[1][6][7][8]

- Apolo (アポロン?): Intercede justo a tiempo cuando Seiya intenta atacar a su hermana menor Artemisa a quien cuestiona a la diosa por su actitud. Luego toma del cuello a su hermana menor Athena, diciéndole que aquellos dioses que se rebajan al nivel de los humanos son «igual de escoria que ellos», se propone a matarla. Seiya la defiende y se propone en atacar al dios del sol con el apoyo de Saori. Después de los créditos, se sorprende al recibir una pequeña herida en su mejilla a manos de Seiya antes de borrar los recuerdos de Seiya y Saori como castigo. En panfletos oficiales, su cosmos es tan grande y poderoso cómo el de Zeus, Poseidón y Hades, también está en la misma jerarquía de estos.[1][7][9]

- Los Ángeles (天闘士 エンジェル)?): También llamados guerreros celestiales, son los sirvientes encomendados por Artemisa para asesinar a los Caballeros de Bronce, por considerarlos rebeldes. Los Ángeles que aparecen son Teseo, Odiseo e Ícaro. En panfletos oficiales, sus armaduras se llaman Glories (天衣?).[1][6][7]

- Teseo (テセウス?): Mantiene bajo su protección el pilar de piedra en donde los Dioses Olímpicos sellaron las almas de los Caballeros Dorados. Intercepta a Shun cuanto este entra al Santuario a quien fácilmente derrota, al igual que a Ikki cuando interviene en ayuda de Shun. Teseo queda impresionado por la determinación de los humanos y comprende porque los dioses les temen. Shun e Ikki lo matan al combinar sus ataques. El nombre del personaje está basado en el mítico rey de Atenas del mismo nombre.

- Odiseo (オデュッセウス?): Es uno de los dos Ángeles llamados por Artemisa quien se enfrenta a Hyōga y Shiryū a los que vence sin dificultad. Sin embargo, con la llegada de Seiya quien anima a sus dos compañeros a luchar una vez más al recordarles que son Santos de Athena. Shiryū e Hyōga logran destruir a Odiseo quien al final descubre ―al igual que Teseo― la razón por la que los dioses temen de aquellos Caballeros. El nombre del personaje está basado en el protagonista de la Odisea.

- Ícaro (イカロス?): Su nombre real es Touma (斗馬} Tōma?), es el único Ángel de origen humano. Se trata del hermano menor de Marin, desaparecido hace muchos años. Se alejó de todo sentimiento humano para alcanzar el poder de los dioses. Durante su lucha con Seiya, se reencuentra con su hermana mayor quien intenta recordarle sus antigua humanidad. En el combate final, Seiya, libre de la maldición de la espada de Hades, logra derrotar a Ícaro, pero es rescatado por Marin a quien finalmente reconoce como su hermana mayor. Más adelante, intercepta con su cuerpo la flecha lanzada por Artemisa hacia Athena ya que no desea que la diosa a quien sirve cometa un asesinato y suplicando que no derrame la sangre de Athena. Su técnica es Highest Altitude (ハイエスト・アルティテュード lit. Altitud máxima?). El nombre del personaje está inspirado en el mismo personaje griego.

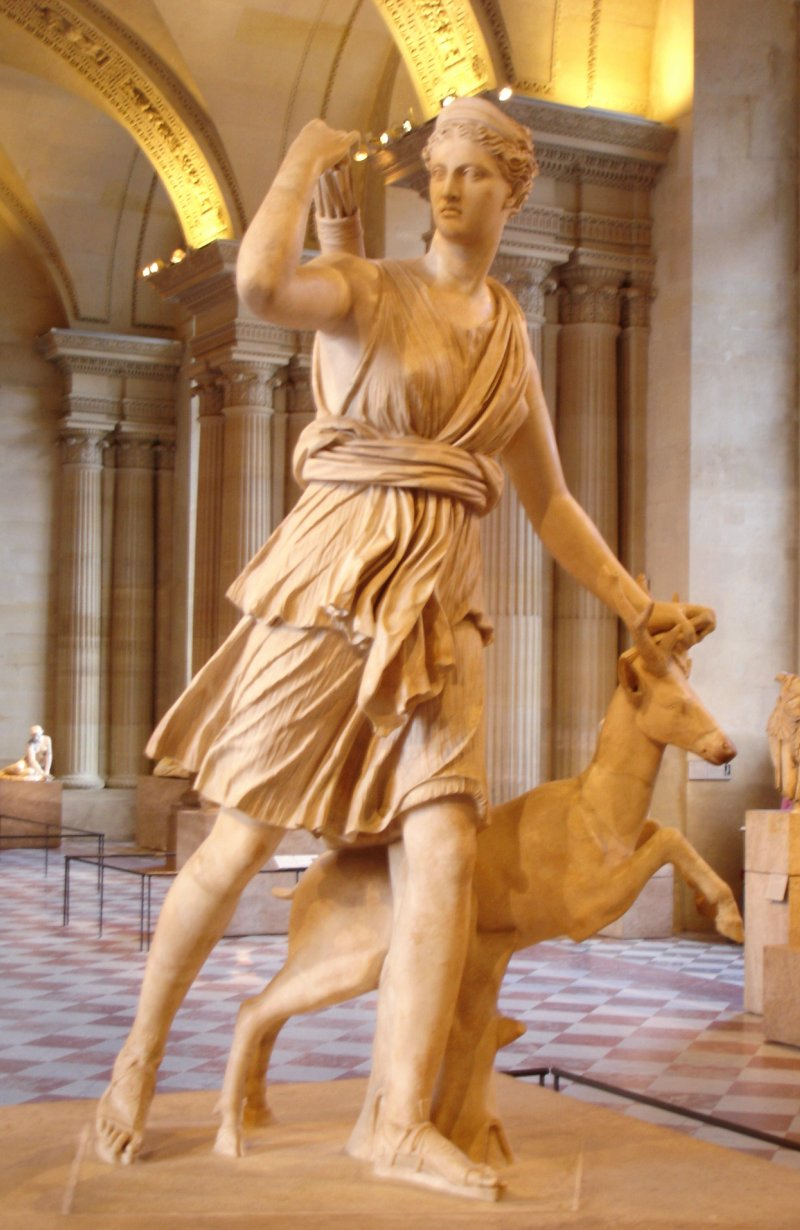
Artemisa era en la mitología griega, la Diosa de la Caza. En la película, se le reconoce como la Diosa de la Luna.
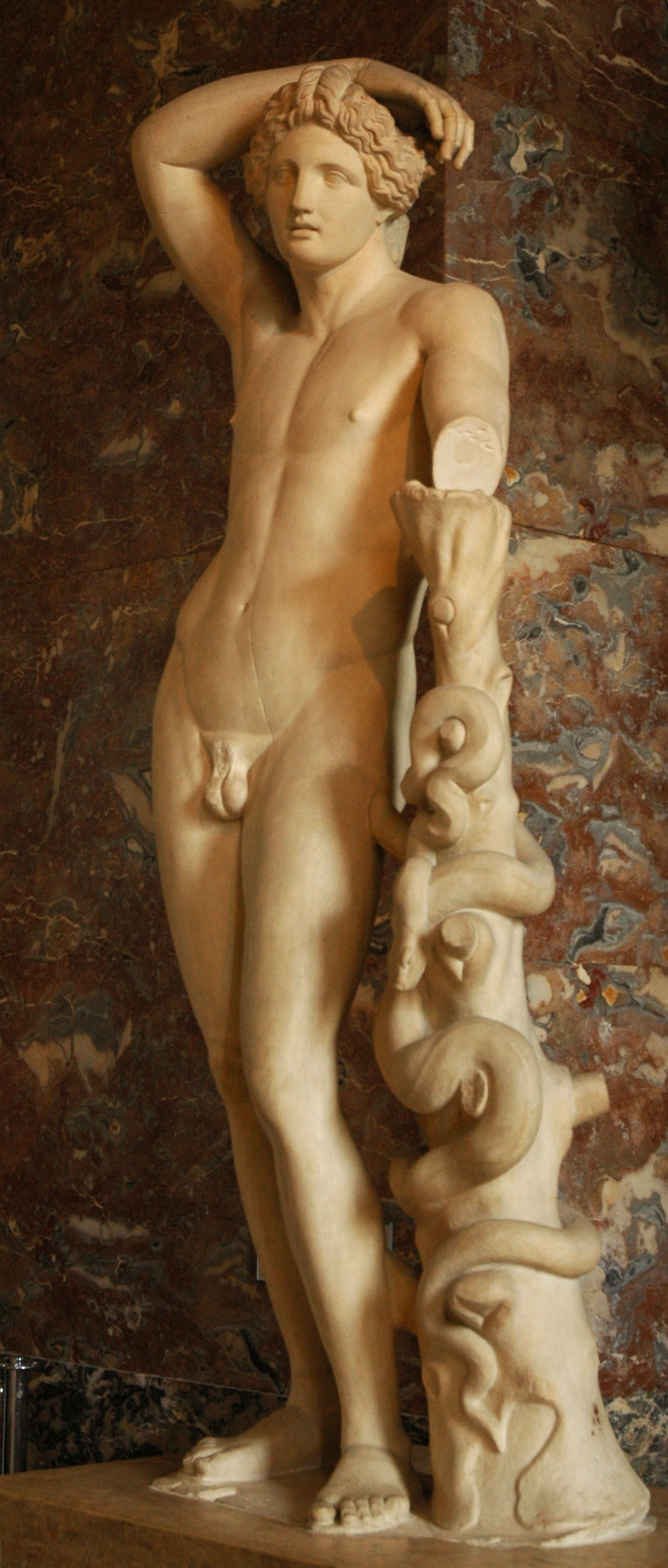
Apolo era conocido en la mitología griega como uno de los doce Dioses Olímpicos. En la película, se representa como el Dios del Sol y trata de eliminar a Seiya.
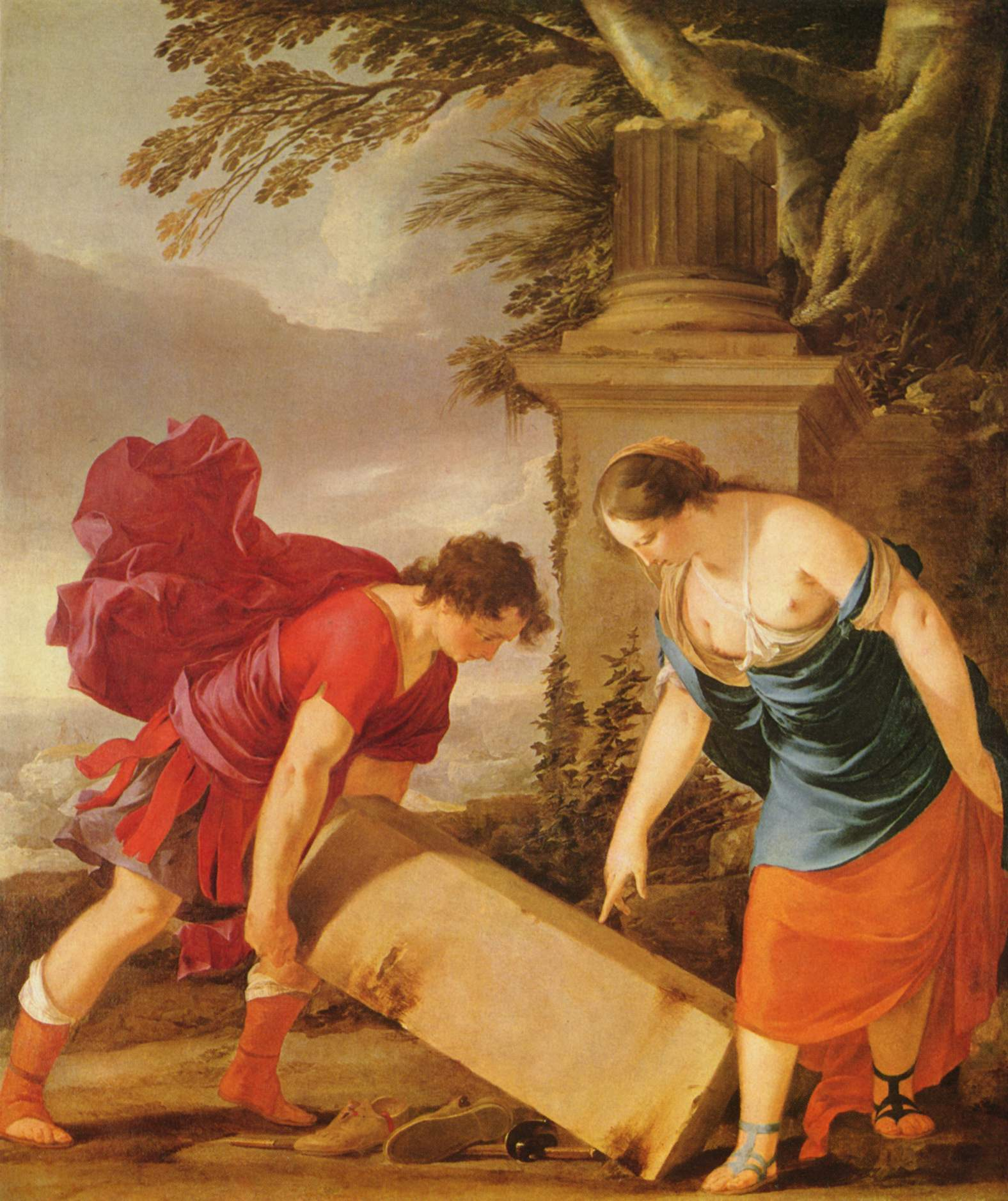
Teseo, personaje de la mitología griega, sirvió de inspiración para uno de los Ángeles de la película.
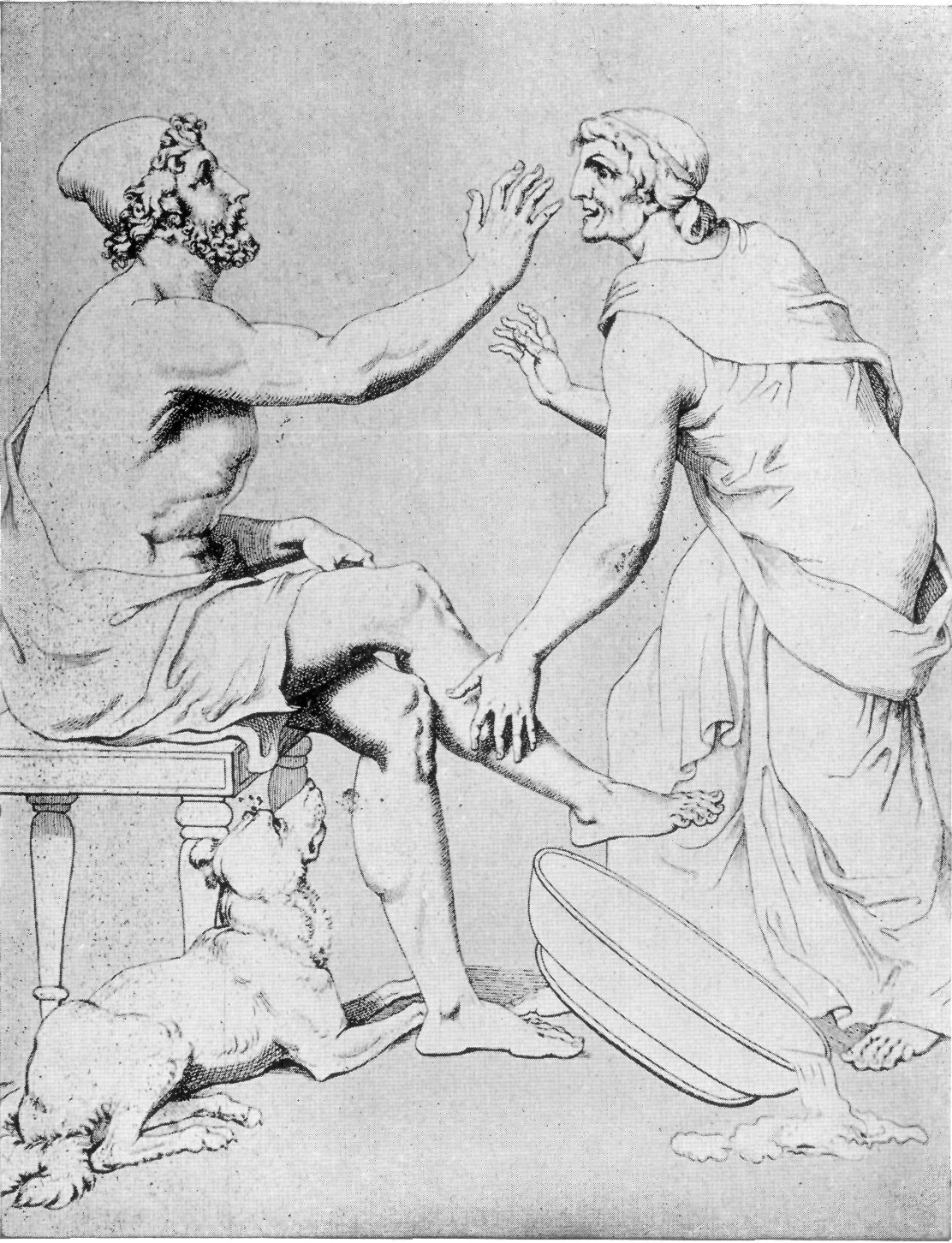
Odiseo, personaje de la mitología griega. Al igual que Teseo, sirvió de inspiración para uno de los ángeles de la película.
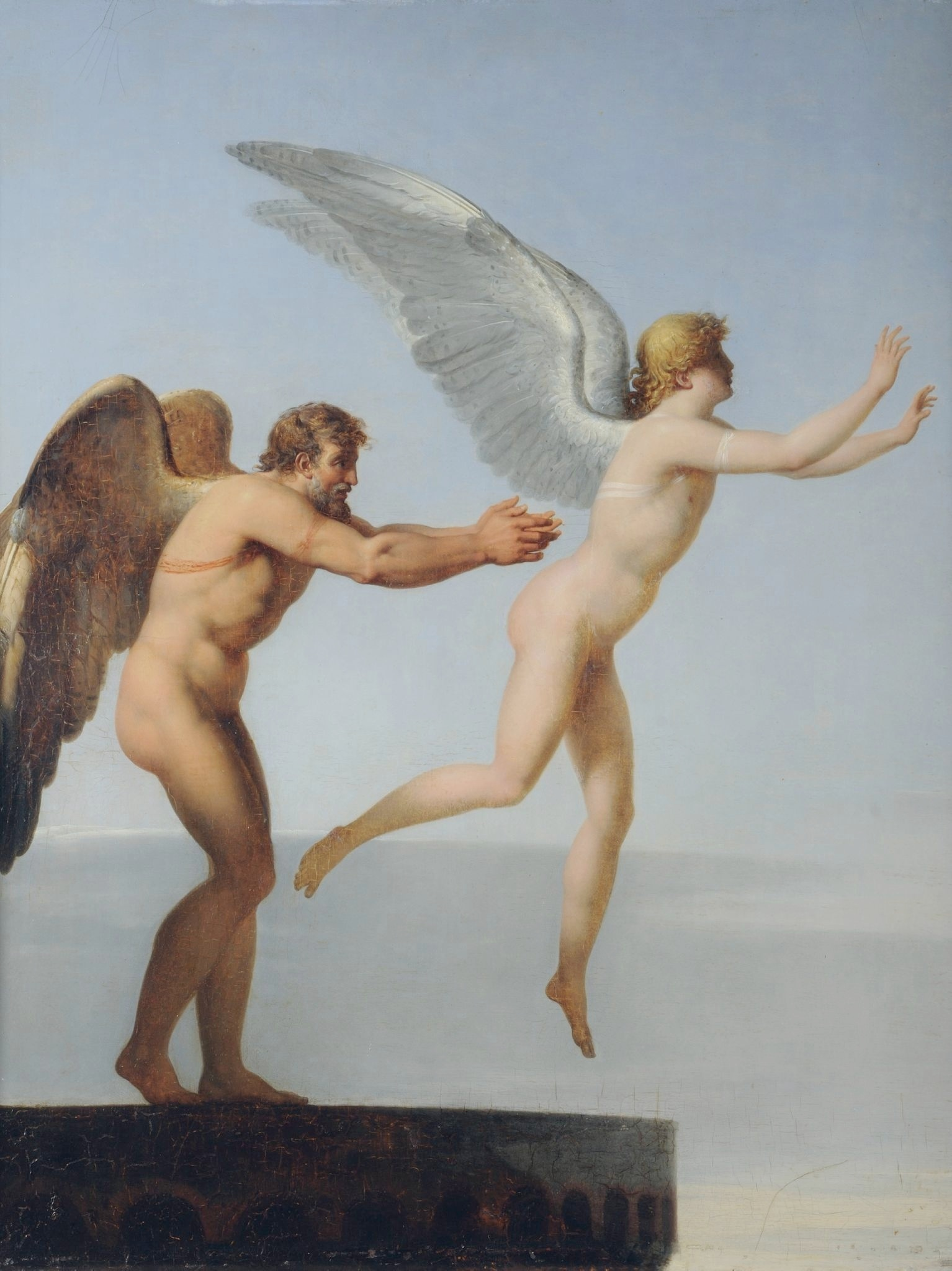
Ícaro es un personaje de la mitología griega. En la película representa la armadura y el signo del personaje de Touma.

Adicionalmente, aparecen los personajes de Dohko de Libra y Shion de Aries al momento de ser juzgados por los dioses, todos con unas líneas de diálogo. También aparecieron los personajes de Jabu e Ichi quienes están junto a Shaina al momento de combatir contra Seiya.

## Reparto
| Personaje              | Seiyu                  | Doblaje (Hispanoamérica) | Doblaje (España)       |
| Personajes principales | Personajes principales | Personajes principales   | Personajes principales |
| ---------------------- | ---------------------- | ------------------------ | ---------------------- |
| Seiya de Pegaso        | Toru Furuya            | Jesús Barrero            | Ángel de Gracia        |
| Shiryū de Dragón       | Hirotaka Suzuoki       | Ricardo Mendoza          | Sergio Zamora          |
| Hyōga de Cisne         | Koichi Hashimoto       | René García              | Manel Gimeno           |
| Shun de Andrómeda      | Ryo Horikawa           | José Gilberto Vilchis    | Jonathan García        |
| Ikki de Fénix          | Hideyuki Hori          | Marcos Patiño            | Toni Mora              |
| Saori Kido/Athena      | Keiko Han              | María Fernanda Morales   | Carmen Calvell         |
| Dioses                 |                        |                          |                        |
| Artemisa               | Yurika Hino            | Mónica Manjarrez         | Marta Bárbara          |
| Apolo                  | Kazujiro Yamaji        | Rubén Moya               | Ramón Rocaballera      |
| Ángeles                |                        |                          |                        |
| Teseo                  | Toshiyuki Morikawa     | Alan Prieto              | José Luis Mediavilla   |
| Odiseo                 | Hiroki Takahashi       | José Luis Orozco         | Sergio Meza            |
| Touma de Icaro         | Hikaru Midorikawa      | Alfonso Obregón          | Carlos Lladó           |
| Personajes secundarios |                        |                          |                        |
| Marin de Águila        | Yuriko Yamamoto        | Maru Guerrero            | Pilar Morales          |
| Shaina de Ofiuco       | Mami Koyama            | Mónica Cue               | Rosa Guillen           |
| Jabu de Unicornio      | Hideo Ishikawa         | Ricardo Méndez           | Cesc Martínez          |
| Ichi de Hydra          | Masaya Onosaka         | Daniel Abundis           | Javier Roldán          |
| Shion de Aries         | Nobuo Tobita           | Luis Daniel Ramírez      | Carlos Di Blasi        |
| Dohko de Libra         | Kenyuu Horiuchi        | Daniel Abundis           | Rafael Calvo           |

## Producción

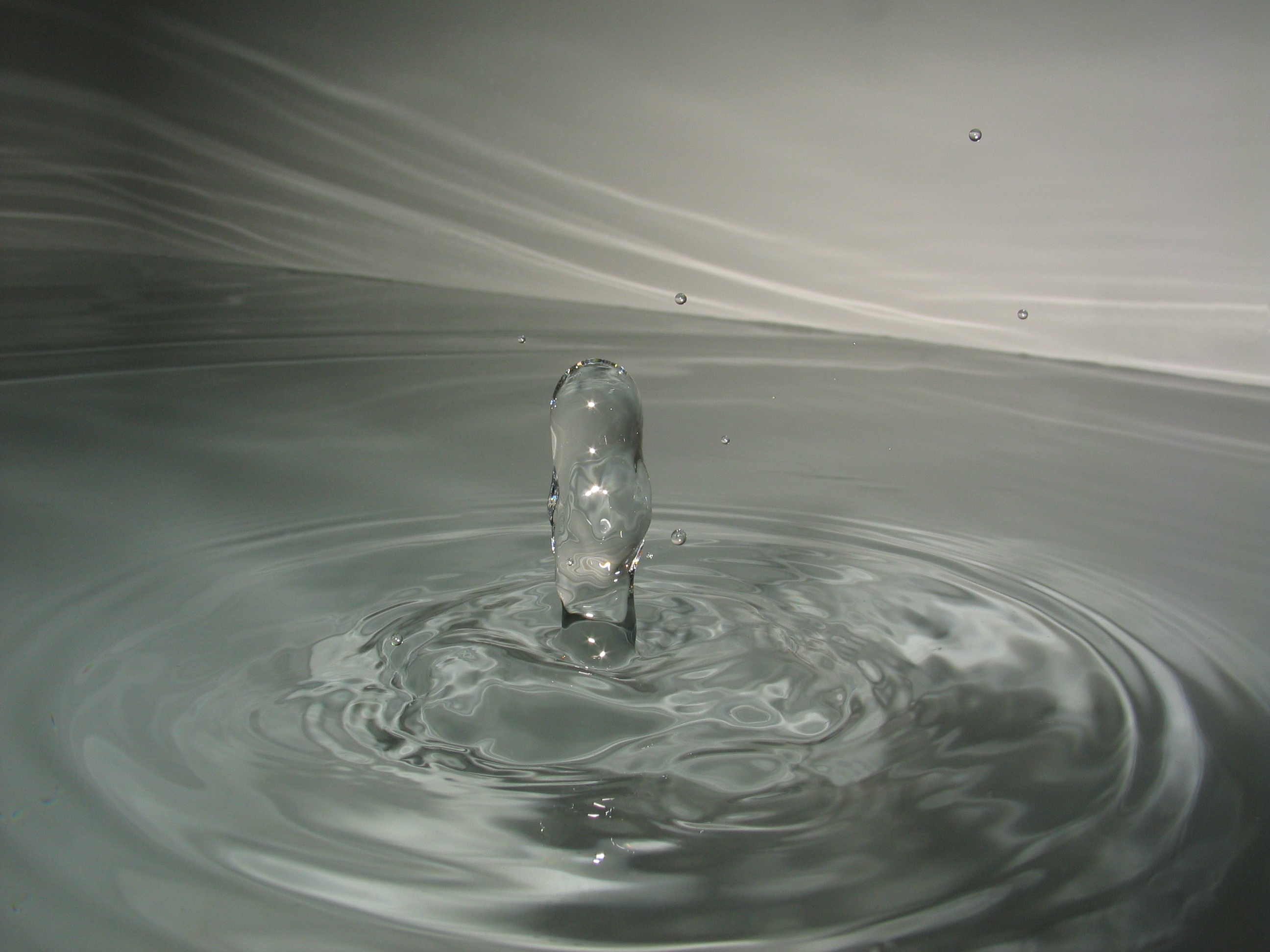
Imagen del impacto de una gota sobre la superficie del agua. De acuerdo con el director Shigeyasu Yamauchi, la palabra clave de la película es el agua. Este elemento se puede encontrar en todo el filme.

Después del éxito que tuvieron las primeras trece OVAS de la Saga de Hades, Toei Animation decidió producir una nueva película de Saint Seiya, por lo que pidieron la colaboración de Masami Kurumada, creador del manga, para que preparara un guion adecuado, a lo que el mangaka aceptó gustoso. Kurumada decidió que, a diferencia de las demás películas, el nuevo filme formará parte de la cronológica oficial con el manga a modo de secuela, enfocada ahora hacia los Dioses olímpicos. Así también, aprovechó esta producción para atar cabos sueltos dejados en el manga, como la revelación del verdadero hermano de Marín.
Para la dirección de la película, se escogió a Shigeyasu Yamauchi, quien dirigió la segunda y tercera películas de Saint Seiya, así como las primeras trece OVAS de la Saga de Hades. Yamauchi aceptó la tarea y Kurumada realizó unos bocetos en los cuales se basarían para elaborar la trama de la película, entre los cuales se encuentran unas imágenes de Seiya en silla de ruedas cuidado por Saori y su hermana Seika.
La producción de la película fue un trabajo bastante complejo, en el cual se recurrieron a las más avanzadas técnicas de animación que se disponían en ese tiempo, cuyo resultado final dejó tanto al equipo de producción como al director muy complacidos. Para el estilo y diseño de los personajes, se recurrió al animador Shingo Araki debido a que ya había trabajado con Kurumada en todos los proyectos relacionados con Saint Seiya. En una entrevista en donde se le preguntó sobre la animación de Tenkai Hen Overture, Araki contestó:

Más que hacerlo con una intención definida, la realidad es que el cambio en el diseño se debe a una evolución en la técnica por ordenador y por lo tanto se puede trabajar con colores para los ojos, por ejemplo, que antes resultaban imposible.

Para la creación de la historia, Kurumada realizó un mini manga de ocho páginas, a partir de los bocetos anteriormente mencionados, al que tituló «Tōma to tengoku no chōeki» (トウマと天国の懲役 lit. Touma y la Prisión de los Cielos?). En estos bocetos, se muestra a Seiya en sillas de ruedas cuidado por Saori, mientras que en el Monte Olimpo, un personaje encapuchado se dirige a la cima en donde está encadenado Touma, el hermano perdido de Marin. El encapuchado le informa que debe bajar a la tierra porque que hay cinco Santos de Athena que vencieron a Hades. Touma le pregunta si la orden vino de Zeus, el emperador de los dioses. De acuerdo con la página oficial brasileña de Saint Seiya, CavZodiaco.com, la película tuvo un costo aproximado de 500 000 000 de yenes —unos 6 118 170 USD en 2004—.

## Música
La banda sonora estuvo a cargo de Seiji Yokoyama, quien compuso la música de la serie y las anteriores películas de Saint Seiya. Para este filme, se encargó de componer nuevas melodías.

| Pistas de la banda sonora de Saint Seiya Tenkai-hen ~Overture~ | |          |  |
| N.º                                                            | Título | Duración |  |
| 1.                                                             | «Saint Seiya Tenkai-hen ~Overture~ (「天界編 序奏」への前奏曲 ?)»                                                                                          | 2:19     |  |
| 2.                                                             | «Artemis no Shutsugen (アルテミスの出現 lit. Aparición de Artemisa?)»                                                                                      | 1:33     |  |
| 3.                                                             | «Athena no Ai (アテナの愛 lit. El amor de Athena?)» | 2:50     |  |
| 4.                                                             | «Seiya to Marin (星矢と魔鈴 lit. Seiya y Marín?)» | 1:50     |  |
| 5.                                                             | «Sei'iki no Kutou (聖域(サンクチュアリ)の苦闘 lit. Agónica pelea de los recintos sagrados?)»                                                               | 2:09     |  |
| 6.                                                             | «Seiya, Futatabi (星矢,ふたたび lit. Seiya, de nuevo?)» | 1:32     |  |
| 7.                                                             | «Shun vs Theseus (瞬 vs テセウス lit. Shun vs Teseo?)» | 2:25     |  |
| 8.                                                             | «Ikki Toujou (一輝登場 lit. Ikki aparece?)» | 1:36     |  |
| 9.                                                             | «Athena no Seitoushi (アテナの聖闘士(セイント) lit. Los Santos de Athena?)»                                                                                | 3:24     |  |
| 10.                                                            | «Tsurai Tatakai (辛い闘い lit. Una penosa batalla?)» | 1:43     |  |
| 11.                                                            | «Seiya, Hyoga, Shiryu vs Odysseus (星矢・氷河・紫龍 vs オデュセウス lit. Seiya, Hyoga, Shiryu vs Odiseo?)»                                                 | 2:30     |  |
| 12.                                                            | «Icarus no Omoi (イカロスの想い lit. El deseo de Íkaro?)»                                                                                                  | 3:20     |  |
| 13.                                                            | «Seiya vs Icarus (星矢 vs イカロス lit. Seiya vs Íkaro?)»                                                                                                  | 2:19     |  |
| 14.                                                            | «Yasashii Koku (優しい刻(とき) lit. Momento bondadoso?)»                                                                                                   | 1:02     |  |
| 15.                                                            | «Ugokidashita Unmei ( 動き出した運命 lit. El destino que empieza a moverse?)»                                                                              | 3:46     |  |
| 16.                                                            | «Urushite (「許して…」 lit. Perdóname?)» | 2:18     |  |
| 17.                                                            | «Athena no Ketsui (アテナの決意 lit. La determinación de Athena?)»                                                                                         | 2:02     |  |
| 18.                                                            | «Tōma to Marin (斗馬と魔鈴 lit. Touma y Marín?)» | 2:45     |  |
| 19.                                                            | «Doukoku (慟哭 lit. Lamentos?)» | 2.13     |  |
| 20.                                                            | «Kyuukyoku no Shou'uchuu (究極の小宇宙(コスモ) lit. El cosmos final?)»                                                                                     | 2:20     |  |
| 21.                                                            | «Itsuka, Dokoka de... (いつか,どこかで… lit. Cuando, en algún lugar...?)»                                                                                  | 0:46     |  |
| 22.                                                            | «Never -Saint Seiya no Theme- (Never-聖闘士星矢のテーマ- lit. Nunca - Tema de Saint Seiya?)» (letra escrita por Seiji Yokoyama e interpretada por MAKE-UP) | 05:05    |  |

## Estreno
Tenkai Hen Overture se estrenó en salas niponas el 14 de febrero de 2004. Toei programó el estreno en cincuenta salas de cines, así como el uso de una enorme campaña publicitaria para atraer a las masas, pero a las dos semanas las salas se redujeron a solo ocho. Mientras tanto, en Brasil se estrenó el 2 de noviembre de 2006 y en Italia, el 24 de enero de 2009. En México Towers Entertainment programó a finales de 2010 un estreno especial de la película con doblaje al español realizado por las actores de doblaje que participaron en el anime.  En España, la película fue estrenada en el V Japan Weekend en Madrid, a finales de 2011.

## Recepción

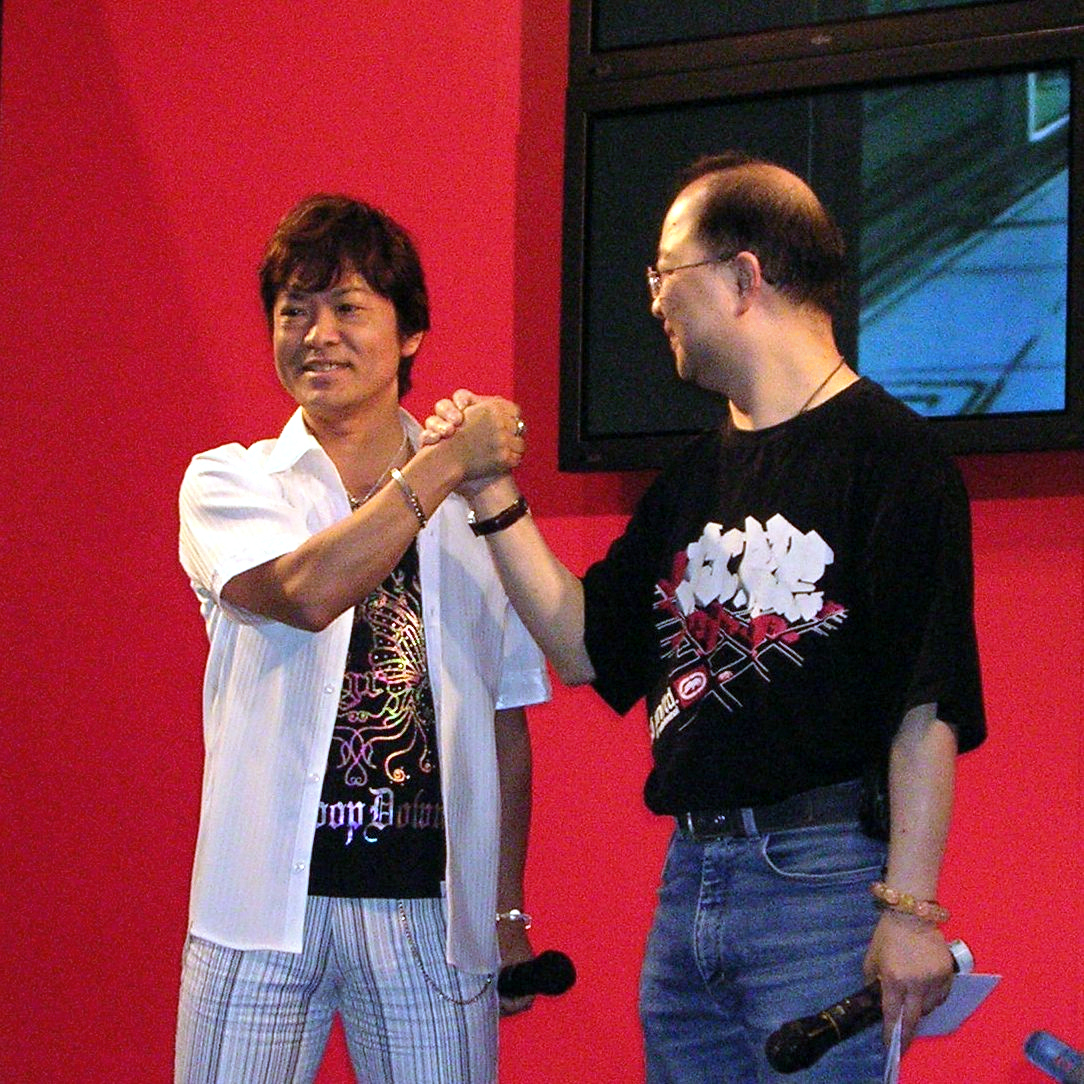
Toru Furuya (chaqueta blanca), voz oficial de Seiya criticó su despido y el de sus compañeros después del fracaso de la película.

La película recibió críticas mixtas. Por un lado, se elogiaron las avanzadas técnicas de animación utilizadas en la realización del filme y el diseño de los personajes, pero se criticó el argumento de la misma, en especial su final que dejó a muchos confundidos, sin entender su significado. S. Wolfwood de la página ChikiOtaku reconoció que la película es «la mejor obra animada de Saint Seiya jamás realizada, su impecable calidad técnica, su magistral banda sonora, el tono mucho más adulto y maduro de la narrativa junto a una sólida conexión con la esencia de la obra original hacen de esta película una de las obras animadas más incomprendidas dentro del rubro». Mientras tanto, el sitio Deculture.es alabó el «punto de vista maduro sobre Saint Seiya, con ciertos matices psicológicos que invitan a la reflexión y observación» y que «los escenarios cobran gran importancia, con mensajes ocultos para el espectador», pero criticaron de forma negativa el protagonismo excesivo de Seiya y su final, al que tacha de «ambiguo». La página Gamehall también elogió la animación de la película, la banda sonora de Yokoyama y al personaje de Touma, a quien calificaron como un villano poderoso, pero no malo, más bien alguien que «comienza a preguntarse acerca de las ventajas de tener los poderes de un dios»; sin embargo, criticó que la película se enfoque demasiado en Seiya y Saori mientras que dejó a los otros personajes «en el cuarto plano (ni siquiera el segundo)», lo cual consideró como «un gran desperdicio». En su reseña Ramen para Dos también elogió la animación, a la cual definió como «una delicia [el] ver los paisajes, las armaduras, el diseño de los personajes, el colorido, todo...», pero señaló de forma negativa su argumento, por lo que concluyó que «es la película o saga de Saint Seiya más reflexiva, pero quizá este argumento tan pesado y denso haga huir un poco al fan más clásico y fiel acostumbrado a una trama con más acción».
Sobre alguna de estas críticas, Shingo Araki comentó lo siguiente:

«Yo no participé en la realización de los guiones. Cuanto mejor sea un guion, mayor lucimiento se puede tener en la animación, pero normalmente por cuestiones de tiempo no se pueden producir los cambios que uno desearía, aunque algunas veces haya propuesto algunos. Las productoras quieren crear un producto simple y que genere beneficios, por lo que se calcan los argumentos. Este tipo de productos se venden por los personajes que aparecen o por ciertos combates muy esperados, pero no por su calidad».

Incluso Kurumada arremetió en contra del resultado de la producción ya que consideró que se hizo un mal uso del guion que había creado, lo cual dejó una película sin una trama coherente, además de insatisfactoria para los fanáticos. Cuando se le preguntó que sentía con respecto a la película, Kurumada contestó:

«Pienso que es una producción realizada extremadamente mal. Desde el punto de vista de la trama, es un fracaso total, había escrito una trama que contenía ideas argumentales importantes y no fueron usadas, no sé porque razón, por ejemplo, en la escena final, Seiya y los otros pierden la memoria a causa del combate entre Athena, Artemisa y Apolo; Athena reniega de las divinidades y pide a Apolo que salve la vida de los Santos a lo que este acepta y, borra la memoria de ellos y la de Athena. Este final ofrecía la posibilidad de conectarlo a otras aventuras sucesivas. Touma y Marin, así como uno de los collares que cada uno llevaba, tenían una importancia capital en la historia, pero desafortunadamente [la idea] no fue utilizada. Ha sido por esto que he decidido concentrarme en la segunda parte de la saga de Hades».

La molestia de Kurumada se debió a que algunas ideas que había realizado para el guion de la película fueron pasadas por alto o malinterpretadas lo que provocó como resultado una confusión en el argumento. Por otro lado, Yamauchi comentó que su intención era que la gente la viera más de una vez para apreciar los detalles misteriosos ya que el argumento de la película no era fácil de entender. De cualquier forma, la película resultó ser un rotundo fracaso tanto en taquilla (nunca se revelaron datos exactos) como en críticas, por lo que los ejecutivos de Toei reaccionaron molestos.
En consecuencia de los malos resultados que obtuvo la película, Toei Animation decidió prescindir de Shigeyasu Yamauchi (nunca se especificó que fuera despedido) al considerarlo el responsable principal del fracaso de esta. También se reemplazó a todo el elenco de seiyus por considerar que sus voces «ya no tenían su esencia juvenil como hace más de 13 años». A pesar de las protestas de Toru Furuya por no conservar al elenco de siempre, se contrató un reparto completo de actores jóvenes para las OVA's de Hades infierno y Hades Eliseos, cuya dirección quedó en manos de Tomoharu Katsumata. Otra consecuencia negativa que también se vio, fue la baja calidad de animación que llegaron a tener las Ovas del infierno y sobre todo en los Campos Elíseos, debido al poco presupuesto que se les asignó para su realización.
Finalmente, en julio de 2006, Kurumada comenzó a publicar el manga de Saint Seiya: Next Dimension al que declaró como la continuación oficial de Saint Seiya. De esta manera, Tenkai Hen Overture quedó en el mismo nivel de las otras películas, sin relación alguna con la obra.

## Lanzamiento en DVD y Blu-ray
La película ha sido distribuida en formato DVD, cuya edición en el país nipón contiene algunos bocetos que Kurumada había realizado para la película como el de Tōma to tengoku no chōeki, junto con el avance y un especial narrado por Toru Furuya sobre la historia de Saint Seiya. La película se puede comprar por la página oficial de Toei.
En Hispanoamérica, la película fue lanzada en un paquete especial llamado Memorial Movie Box por Towers Entertainment, el cual contiene las cinco películas del universo de Saint Seiya, como celebración del 25 aniversario de la emisión de Saint Seiya. En esta edición, se incluyó la película con doblaje al español, realizado por los mismos actores de doblaje de la serie, más la inclusión de Mónica Manjarrez como Artemisa, Rubén Moya como Apolo, y Alfonso Obregón como Touma de Íkaro. El paquete consistió en tres DVD: los primeros dos tienen las cuatro películas clásicas hechas en la década de 1980 (dos en cada DVD), mientras que el tercer DVD contiene la película Tenkai Hen Overture. Towers dividió el paquete en tres ediciones: bronce, plata y oro —en alusión a la jerarquía de los Santos de Athena— con contenidos y precios distintos.
En España, la película salió a la venta por parte de Selecta Visión, quienes remasterizaron las cinco películas, tanto en calidad visual como en calidad de sonido, Tenkai Hen Overture fue la última en ser estrenada. Para el doblaje del filme, se recurrió al mismo equipo que participó en el doblaje de la saga de Hades en España. Como detalle adicional, se tradujo al español la canción Never de MAKE UP —que aparece en los créditos finales— la cual fue interpretada por el cantante español Joaquín Paz. Ramen para Dos calificó el trabajo de Selecta como «un trabajo discreto pero correcto», aunque lamentó que no incluyera los extras de la edición japonesa. Para marzo de 2013, Selecta Visión anunció el lanzamiento del Movie Box con las cinco películas de Saint Seiya, el cual también contiene, una postal firmada por Shiyegasu Yamauchi y un libro exclusivo de 12 páginas con secretos de las películas.
En el formato de Blu-Ray, Toei sacó a la venta una edición especial titulada Saint Seiya THE MOVIE Blu-ray BOX 1987~2004 (聖闘士星矢THE MOVIE Blu-ray BOX 1987~2004?) el cual es una recopilación de las cinco películas remasterizadas en alta definición, tanto en calidad de video como de audio. En la presentación de dicho paquete asistieron el director Shiyegasu Yamauchi, Toru Furuya y Keiko Han (la Seiyū de Saori Kido) quienes contestaron a las interrogantes que se les hicieron.